# Procuradoria-Geral Federal
A Procuradoria-Geral Federal (PGF) é um órgão vinculado à Advocacia-Geral da União, criado pela Lei n. 10.480, de 2 de julho de 2002, e chefiado pelo Procurador-Geral Federal, cargo de natureza especial, nomeado pelo Presidente da República, mediante indicação do Advogado-Geral da União. A instituição é integrada pelos Procuradores Federais, que ocupam cargos efetivos providos mediante concurso público de provas e títulos. 
A Procuradoria-Geral Federal representa judicial e extrajudicialmente 164 autarquias e fundações públicas federais, como o IBAMA, o INCRA, o INSS, a FUNAI, a CVM, o INMETRO, o INPI, o CADE, as agências reguladoras e as instituições públicas federais de ensino. Também exerce as respectivas atividades de consultoria e assessoramento jurídicos bem como a apuração da liquidez e certeza dos créditos, de qualquer natureza, dessas entidades. 
Por força de delegação, a PGF representa a União nos processos da Justiça do Trabalho relacionados com a cobrança de contribuições previdenciárias, de imposto de renda retido na fonte e de multas impostas aos empregadores pelos órgãos de fiscalização das relações do trabalho.

## Missão e responsabilidades
A Procuradoria-Geral Federal (PGF) é o órgão responsável pela representação judicial e extrajudicial das autarquias e fundações públicas federais, pelas respectivas atividades de consultoria e assessoramento jurídicos e pela apuração da liquidez e certeza dos créditos, de qualquer natureza, inerentes às suas atividades, inscrevendo-os em dívida ativa, para fins de cobrança amigável ou judicial.
A missão da Procuradoria-Geral Federal é "defender as políticas e o interesesse públicos, por intermédio da orientação jurídica e representação judical da autarquias e fundações públicas federais, observados os princípios constitucionais.".

## Estrutura orgânica
A Procuradoria-Geral Federal é composta pela:

I. Unidades de direção:

1. Gabinete do Procurador-Geral Federal:
  1. Divisão de Defesa das Prerrogativas da Carreira de Procurador Federal e de Divulgação Institucional
2. Departamento de Consultoria:
  1. Divisão de Assuntos Disciplinares
3. Departamento de Contencioso
  1. Coordenação de Tribunais Superiores
  2. Coordenação de Orientação e Estudos Judiciais
  3. Coordenação de Contencioso e Pagamentos Judiciais
  4. Coordenação de Assuntos Estratégicos
4. Coordenação-Geral de Cobrança e Recuperação de Créditos
  1. Divisão de Gerenciamento da Dívida Ativa
  2. Divisão de Gerenciamento de Sistemas de Cobrança
  3. Divisão de Gerenciamento de Ações Prioritárias
  4. Divisão de Gerenciamento de Ações Regressivas e Execução Fiscal Trabalhista
5. Coordenação-Geral de Pessoal
6. Coordenação-Geral de Planejamento e Gestão
7. Coordenação-Geral de Projetos e Assuntos Estratégicos

II. Órgãos de execução:
1. Procuradorias Regionais Federais
2. Procuradorias Federais nos Estados
3. Procuradorias Seccionais Federais
4. Escritórios de Representação
5. Procuradorias Federais junto às autarquias e fundações públicas federais[1]

## Referencias
1. 1 2 3 4  «Página oficial da Advocacia-Geral da União»
2. ↑  Lei n. 10.480, de 2 de julho de 2002, Art. 9º //Presidência da República, Casa Civil.
3. ↑  Lei n. 10.480, de 2 de julho de 2002, Art. 10
4. ↑  Portaria n. 548, de 05 de Dezembro de 2013//«Página oficial da Advocacia-Geral da União», https://www.gov.br/agu/pt-br/composicao/procuradoria-geral-federal-1/sobre